# Sternostoma tracheacolum
Sternostoma tracheacolum är en spindeldjursart som beskrevs av Lawrence 1948. Sternostoma tracheacolum ingår i släktet Sternostoma och familjen Rhinonyssidae. Inga underarter finns listade i Catalogue of Life.